# Insineratehymn
Insineratehymn — пятый полноформатный студийный альбом группы Deicide, выпущенный в 2000 году лейблом Roadrunner Records.

## Музыка
По словам Глена Бентона на данном альбоме группа вернулась к старому стилю — всей той прямоте, примитивизму, грубому исполнению.

## Лирика
Лирика альбома носит ярко выраженный антихристианский характер, порой с применением ненормативной лексики. Так композиция Bible Basher посвящена избиению христиан Библией, Worst Enemy также посвящена нетерпимости во отношении данной конфессии. Композиция Standing in the Flames отражает мировоззрение Бентона, его место в мире. Однако не все композиции посвящены антихристианской тематике, одна из них — Forever Hate You — посвящена бывшей жене Бентона.

## Список композиций
1. «Bible Basher» — 2:23
2. «Forever Hate You» — 3:08
3. «Standing in the Flames» — 3:32
4. «Remnant of a Hopeless Path» — 2:58
5. «The Gift That Keeps on Giving» — 3:02
6. «Halls of Warship» — 3:03
7. «Suffer Again» — 2:18
8. «Worst Enemy» — 2:47
9. «Apocalyptic Fear» — 3:21
10. «Refusal of Penance» — 4:34

## Участники записи
- Глен Бентон — вокал, бас
- Брайан Хоффман — гитара
- Эрик Хоффман — гитара
- Стив Эшейм — ударные